# Sarala Devi Chaudhurani
Sarala Devi Chaudhurani (nascuda Sarala Ghosal, Jorasanko, Calcuta, 9 de setembre de 1872 - Kolkata, 18 d'agost de 1945) va ser una pedagoga i activista política índia, que va fundar Bharat Stree Mahamandal a Allahabad el 1910, la primera organització de dones a l'Índia. Un dels objectius principals de l'organització era promoure l'educació femenina i per això va obrir diverses oficines a Lahore (aleshores part de l'Índia no dividida), Prayagraj, Delhi, Karachi, Amritsar, Hyderabad, Kanpur, Bankura, Hazaribagh, Midnapur i Calcuta per millorar la situació de les dones a tota l'Índia.

## Biografia

### Primers anys
Sarala Devi Chaudhurani va néixer en una coneguda família intel·lectual bengalí. El seu pare, Janakinath Ghosal, va ser un dels primers secretaris del Congrés de Bengala. La seva mare, Swarnakumari Devi, una autora destacada de la literatura bengalí, era filla de Debendranath Tagore, un eminent líder de Brahmo i pare del poeta Rabindranath Tagore. La seva germana gran, Hironmoyee, va ser autora i fundadora d'una casa de vídues. La família de Sarla Devi era seguidora del brahmoisme, una religió fundada per Ram Mohan Roy i desenvolupada posteriorment per l'avi de Sarala, Debendranath Tagore.

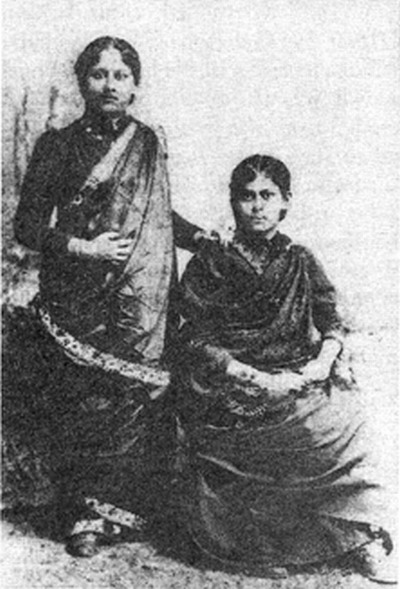
Sarala i la seva germana Hironmoyee

El 1890 va obtenir la seva llicenciatura en literatura anglesa al Bethune College i va rebre la primera medalla d'or Padmavati de la universitat per la seva excel·lència en els exàmens. Va ser una de les poques dones del seu temps a participar en el moviment independentista indi. Durant l'agitació contra la partició, va difondre l'evangeli del nacionalisme al Panjab, va crear i promoure clubs per empènyer els joves a la revolta i va donar suport a societats secretes a Dhaka, Mymensingh i a Calcuta contra el poder imperial.

### Carrera
En acabar la seva educació, Sarala Devi va anar a l'estat de Mysore i es va incorporar a l'escola de noies Maharani com a mestra. Un any més tard, va tornar a casa i va començar a escriure per a Bharati, un diari bengalí, alhora que començava les seves activitats polítiques.
De 1895 a 1899, va editar Bharati conjuntament amb la seva mare i la seva germana, i després pel seu compte de 1899 a 1907, amb l'objectiu de propagar el patriotisme i elevar el nivell literari de la revista. El 1904 va obrir la Lakshmi Bhandar (botiga de dones) a Calcuta per popularitzar l'artesania autòctona produïda per dones. El 1910 va fundar la Bharat Stree Mahamandal (Organització de dones de tota l'Índia), que és considerada per molts historiadors com la primera organització índia per a dones. Amb diverses branques arreu del país, va promoure l'educació i la formació professional de les dones sense tenir en compte la classe, la casta o la religió.

### Vida personal
El 1905, Sarala Devi es va casar amb Rambhuj Dutt Chaudhary (1866–1923), un advocat, periodista, líder nacionalista i seguidor d'Arya Samaj, el moviment de reforma hindú fundat per Swami Dayananda Saraswati. Després del seu matrimoni es va traslladar a Punjab, i col·laborà amb el seu marit en l'edició del setmanari nacionalista urdú Hindusthan, que més tard es va convertir en un periòdic anglès.
Quan el seu marit va ser arrestat per la seva participació en el moviment de no cooperació, Mahatma Gandhi va visitar casa seva, a Lahore, com a convidat; i Gandhi es va enamorar d'ella. La relació Gandhi-Saraladebi va esdevenir aleshores un focus de murmuracions. Gandhi va acollir amb entusiasme els seus poemes i escrits, i els va fer servir en els seus discursos i articles, a Young India i altres revistes. Van viatjar junts per tota l'Índia. Quan estaven separats, intercanviaven cartes. Segons el vicerector de la Universitat, la relació entre tots dos, encara que estreta, no era més que admiració mútua. L'únic fill de Saraladeb, Dipak, es va casar amb la néta de Gandhi, Radha.

### Vida posterior
Després de la mort del seu marit el 1923, Sarala Devi va tornar a Calcuta i va reprendre les responsabilitats d'edició de Bharati des de 1924 fins a 1926. Va establir una escola de noies, Siksha Sadan, a Calcuta el 1930. Es va retirar de la vida pública el 1935 i es va dedicar a la religió, acceptant Bijoy Krishna Goswami, un Gaudiya Vaisnava, com a professor espiritual.
La seva autobiografia, Jivaner Jhara Pata, va ser publicada a Desh, una revista literària bengalí, entre 1942 i 1943. Més tard va ser traduïda a l'anglès i publicada com a The Scattered Leaves of My Life (2011).